# Maincy
Maincy är en kommun i departementet Seine-et-Marne i regionen Île-de-France i norra Frankrike. Kommunen ligger i kantonen Melun-Nord som tillhör arrondissementet Melun. År 2022 hade Maincy 1 833 invånare.

## Befolkningsutveckling
Antalet invånare i kommunen Maincy
| Referens: INSEE |